# نيكولاس أوكونور
نيكولاس أوكونور (بالإنجليزية: Nicholas O'Connor)‏ هو سياسي أيرلندي، ولد في 20 أبريل 1945. حزبياً، نشط في فيانا فايل. وقد انتخب عضو مجلس الشيوخ من أيرلندا عن دائرة الأعضاء المعينون في مجلس الشيوخ الأيرلندي ‏ وقد انضم خلال فترته النيابية ‏ (25 أبريل 1987 – 5 يوليو 1989) للكتلة البرلمانية فيانا فايل.